# Léon Didier
Pour les articles homonymes, voir Didier.
Léon Didier, né le 7 juillet 1881 à Vanves et mort le 28 octobre 1931 à Aulnay-sous-Bois, est un coureur cycliste français. En 1910, à l'âge de 29 ans, Léon Didier passe professionnel, d'abord comme sprinter, et aussi sur triplette. Un an plus tard, il se spécialise dans le demi-fond. Léon Didier, entraîné par Arthur Pasquier, bat le record du monde des 100 km, à la moyenne de 89,850 km/h à Dresde, 13 octobre 1912. En 1921 , il devient champion de France de la discipline. 
Après sa retraite cycliste, il devient « pacemaker » (entraîneur). L’organisateur Bob Desmarets, directeur du Vél d'Hiv, eut l’idée d'appairer Robert Grassin avec Léon Didier, à l’occasion du Prix Paul Bor, le 29 octobre 1922. Ils se produisent régulièrement ensemble jusqu’à leur rupture en 1924. Didier l'aurait laisser froidement laissé « tomber » dès son arrivée à Hanovre, lors d’une tournée outre-Rhin, pour s’associer au stayer allemand Erich Möller, Grassin en avait conçu grosse rancœur. Didier offre successivement ses services à Victor Linart, puis Georges Sérès.
En 1928, il achète le restaurant, « Aux Peupliers », qu'il dirige depuis 1921 et jusqu'à son décès, en face de l'Île de Platais, au bord de la seine à Villennes-sur-Seine. Ce qui lui vaut son surnom « l'hôtelier de Villennes ».

## Palmarès
- 1911

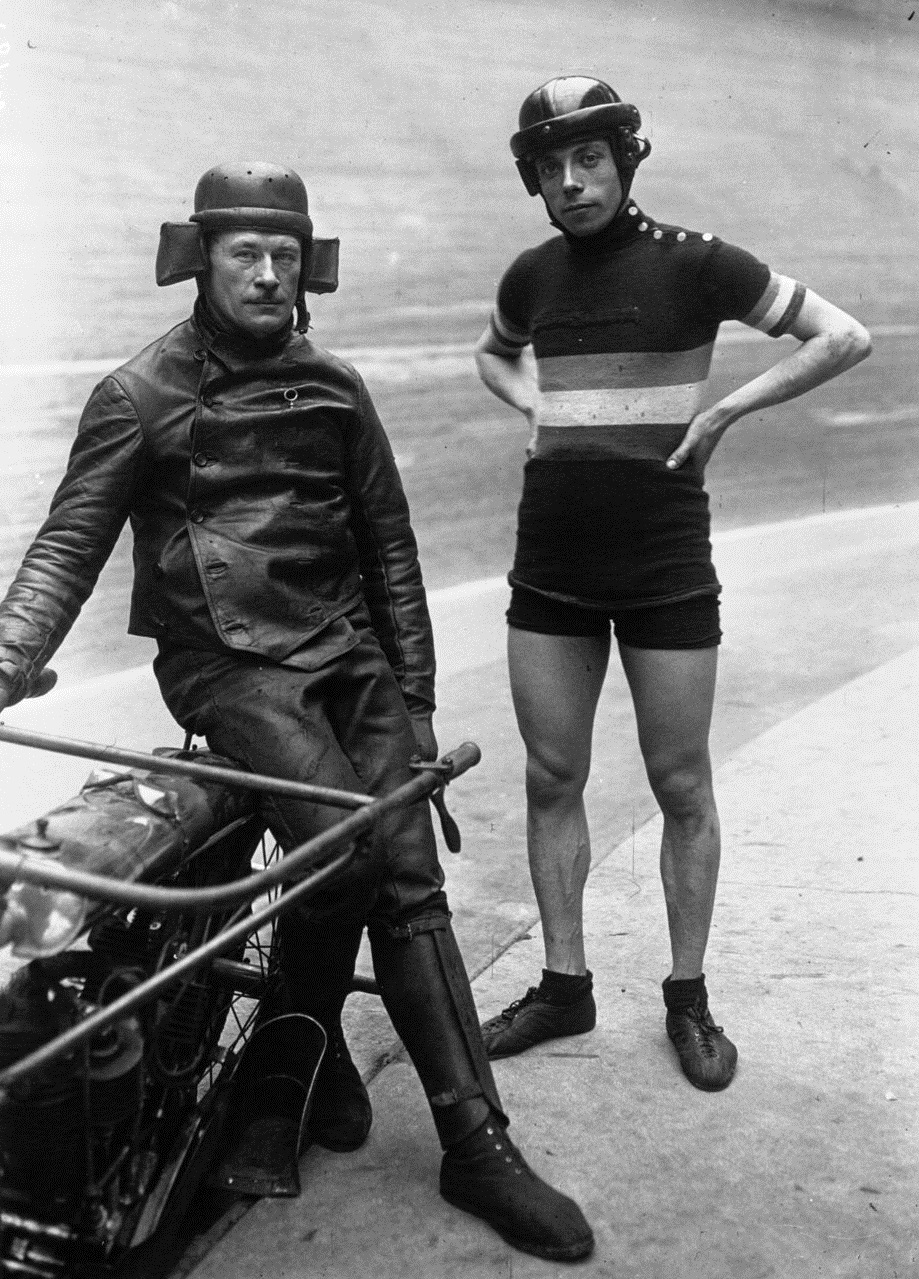
Léon Didier, entraîneur de Robert Grassin

  - 2e du Prix Constant Huret, 50 km derrière motocyclettes[4].
- 1917
  - Grand Prix d'Auteuil
- 1918
  - Grand Prix d'Auteuil
- 1920
  - 2e du championnat de France de demi-fond, 100 km derrière motocyclettes.
- 1921
  -  Champion de France de demi-fond